# TVS
TVS - Den Danske Sportskanal var en dansk sports-tv-kanal, der blev etableret d. 14. marts 1997. Kanalen lukkede allerede d. 30. december 1997 – blot 9½ måneder efter premieren.
Kanalen blev ledet af den tidligere fodboldtræner Preben Elkjær og havde bl.a. også Svend Gehrs og Natasja Crone som værter og Flemming Toft som hovedkommentator. Programfladen bestod overvejende af dansk fodbold. TVS var ejet af et aktieselskab stiftet af Tele Danmark (40%), DR (20%), TV 2 (20%), Dansk Boldspil Union (20%) og og blev distribueret som betalingskanal via kabel-tv og satellit.
| Fjernsyn | Spire Denne artikel om en tv-kanal er en spire som bør udbygges. Du er velkommen til at hjælpe Wikipedia ved at udvide den. |